# SHC1
SHC1 (англ. SHC (Src homology 2 domain containing) transforming protein 1) — адаптерный белок, участвующий в переносе сигнала от активированных рецепторов факторов роста. Одна из трёх изоформ белка SHC1 регулирует процесс старения и продолжительность жизни.

## Ген
Ген ShcA, кодирующий белок SHC1, расположен на 1 хромосоме и кодирует 3 изоформы: p66SHC, p52SHC и p46SHC. Они отличаются длиной, функциями и клеточной локализацией . Но все они имеют сходную доменную организацию, включающую N-концевой фосфотирозин-связывающий (PTB) домен и С-концевой SH2 (Src homology 2) домен. Изоформа p66shc имеет дополнительный CH2 домен на C-конце . Изоформы p53Shc и p66Shc имеют также CB (cytochrome binding) домен.

## Функция
Фосфорилированные изоформы p46Shc и p52Shc локализуются в цитозоле и связывают активированные рецепторные тирозинкиназы (такие как DDR2) с Ras через комплекс GRB2/SOS и таким образом участвуют в цитозольном усилении митогенного сигнала. 
Изоформа p66Shc локализована в митохондриальном матриксе и не участвует в активации Ras. Она вовлечена в клеточный ответ на окислительный стресс и регулирует продолжительность жизни. p66Shc действует в качестве мишени опухолевого супрессора p53 и необходима в стресс-активируемым сигнальном пути p53, который регулирует клеточный ответ к окислительному стрессу, выход цитохрома c из митохондрий и апоптоз. Экспрессия изоформы p66Shc коррелирует с продолжительностью жизни.